# هوهانس کوچینیان
هوهانس جومشودی کوچینیان (ارمنی: Հովհաննես Ջումշուդի Քոչինյան؛ زادهٔ ۱۰ مهٔ ۱۹۵۵) یک سیاستمدار اهل ارمنستان است که از تاریخ ۱۹۹۹ تا تاریخ ۲۰۰۳ سمت نمایندگی دوره مجلس ملی جمهوری ارمنستان را برعهده داشت.

## زندگی‌نامه
در ۱۰ مهٔ ۱۹۵۵ در نویمبریان به دنیا آمد و از دانشگاه دولتی علوم پرورشی خاچاطور آبوویان ارمنستان فارغ‌التحصیل شد. 